# Parc scientifique et technologique Cartuja
Pour les articles homonymes, voir Cartuja (homonymie).
Le parc technologique et scientifique Cartuja est situé à Séville en Espagne, sur l'île de La Cartuja, dans le district de Triana. Il est né en 1993 pour rentabiliser les installations de l'Exposition universelle de Séville qui s'était tenue à cet endroit l'année précédente. Il est géré par la société Cartuja 93 S.A.

## Histoire
En 1989, la Junte d'Andalousie chargea un groupe de spécialistes du projet de recherche sur les nouvelles technologies en Andalousie (Proyecto de Investigación sobre Nuevas Tecnologías en Andalucía - PINTA). Le projet du parc Cartuja en faisait partie, comme moyen d'innovation technologique pour l'Andalousie. Une année auparavant, la société responsable de l'Exposition universelle de 1992 avait donné aux pays et entreprises participants la possibilité de construire des pavillons permanents. L'objectif était de poser les bases d'un parc scientifique et technologique.

## Activités
Le parc comporte plusieurs secteurs d'activité comme des entreprises de technologies avancées, des services publics de recherche et de développement, des centres de recherche scientifique, des centres de technologie, des universités, des écoles de commerce et centres de formation.
Le parc a facturé en 2009 pour 2 194 millions d'euros de services et employait la même année 14 380 personnes. Le parc est membre de l'Association des parcs scientifiques et technologiques d'Espagne.

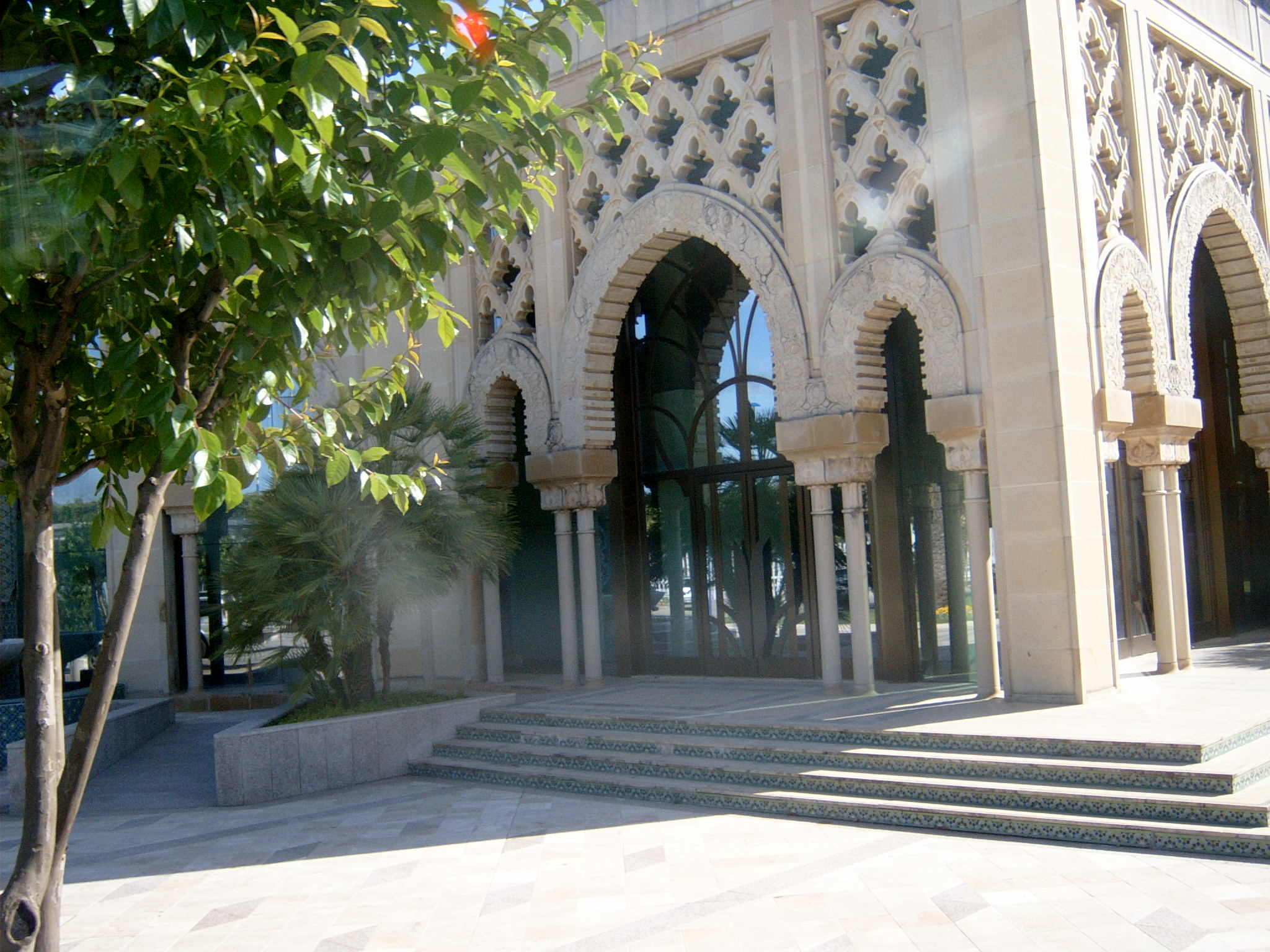
Le pavillon du Maroc de l'Exposition universelle de 1992, siège actuel de la Fundación Tres Culturas.

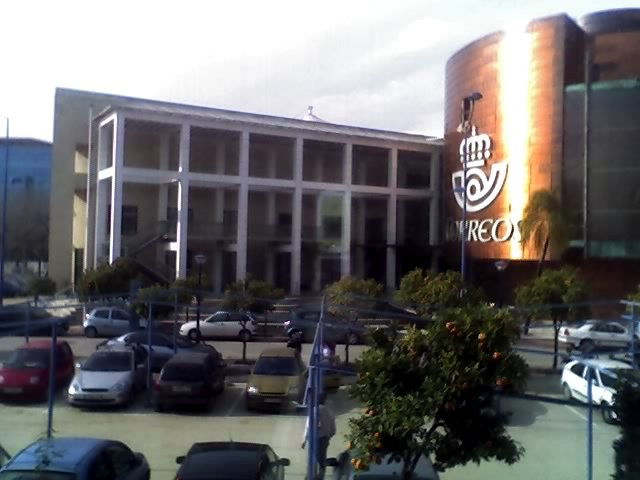
Le pavillon de Porto Rico de l'Exposition universelle de 1992, actuel édifice de la poste espagnole.

Le parc héberge 344 entreprises de technologies avancées, de services généraux et du troisième secteur :
- Aérospatiale
- Secteur agroalimentaire
- Biomédecine
- Biotechnologie
- Énergie
- Gestion des connaissances
- Environnement
- Équipements sanitaires
- Télécommunications et informatique

## Entreprises, centres et instituts

### Entreprises
- SHS Consultores[2]
- MP Corporación[3]
- Inerco[4]
- Grupo Tecnológica
- Sadiel[5]
- Sodean[6]
- Isotrol[7]
- Ayesa[8]
- Detea[9]
- Instituto Andaluz de Tecnología[10]
- Egmasa[11]

### Centres de recherche
On retrouve sur le site 67 centres de recherche, répartis entre les différents services publics qui les hébergent, dont :
- Centre d'investigations scientifiques Île de la Cartuja (Centro de Investigaciones Científicas Isla de la Cartuja)[12]
- Station biologique de Doñana (Estación Biológica de Doñana)[13]
- Centre andalou de biologie moléculaire et de médecine régénérative (Centro Andaluz de Biología Molecular y Medicina Regenerativa)[14]
- Centre national des accélérateurs (Centro Nacional de Acelaradores)[15]
- Institut de prospective de l'Union Européenne (Instituto de Prospectiva Tecnológica de la UE)[16]
- Centre de technologie de l'eau (Centro de Tecnologías del Agua)[17]
- Fondation Progrès et Santé (Fundación Progreso y Salud)[18]
- Institut de Microélectronique de Séville (Instituto de Microelectrónica de Sevilla)[19]

## Centres d'enseignement
- École technique supérieure d'ingénieurs de l'université de Séville[20] (Ingénieries industrielles, en chimie, en aéronautique et en télécommunications) ;
- Faculté de communication de l'université de Séville ;
- Université internationale d'Andalousie ;
- École d'organisation industrielle d'Andalousie[21] ;
- ESIC ;
- Centre andalou d'études de gestion d'entreprise (Centro Andaluz de Estudios Empresariales - CEADE)[22] ;
- Université ouverte de Catalogne[23]